# Corneliu Mănescu
Corneliu Mănescu, né le 8 février 1916 à Ploiești et mort le 26 juin 2000 à Bucarest, est un diplomate et  homme politique roumain. Il fut ministre des Affaires étrangères de la Roumanie entre  1961 et   1972.

## Biographie
Corneliu Mănescu est ambassadeur de Roumanie en Hongrie de 1960 à 1961, avant d'être ministre des Affaires étrangères de la Roumanie du 22 mars 1961 au 18 octobre 1972. À ce titre il est président de l'Assemblée générale des Nations unies pour la session 1967-1968. Par la suite, il est ambassadeur de Roumanie à Paris.
En mars 1989, il fait partie des signataires de la Lettre des six, aux côtés de cinq autres dignitaires communistes, diffusée sur la BBC, Radio Free Europe et Voice of America et appelant à l'adoption en Roumanie de réformes du type de celles adoptées par Mikhaïl Gorbatchev en URSS, sans que ce dernier soit nommé,,. Il est alors assigné à résidence à Chitila jusqu'au 22 décembre 1989 et l'écroulement du régime communiste.